# ATEX
ATEX 94/9/ES a ATEX 2014/34/EU jsou Směrnice Evropské unie, jejichž zaměření je naznačeno v InfoBoxes na této stránce.
Tyto směrnice jsou právním předpisem o prodeji zařízení a ochranných systémů určených k použití v prostředí s nebezpečím výbuchu (ATEX) a jejich uvádění do provozu. Jedná se o prostředí, kde vznikají takové směsi plynů, par, mlhy nebo prachu, které se za určitých provozních podmínek mohou vznítit.
Vztahují se na celou řadu výrobků, mimo jiné na zařízení používaná na pevných pobřežních plošinách pro těžbu ropy a plynu, v petrochemických závodech, dolech, mlýnech na mouku (částečky mouky ve vzduchu jsou vysoce hořlavé) a na další oblasti v prostředí s nebezpečím výbuchu.

## ATEX 99/92/EC
je směrnice EU, která se týká minimálních požadavků na zlepšení bezpečnosti a ochrany zdraví zaměstnanců vystavených riziku výbušných prostředí. 
Zkratka ATEX má původ v názvu "Appareils destinés à être utilisés en ATmosphères EXplosibles"

Značka pro zařízení určené do prostředí s nebezpečím výbuchu.

## Značení

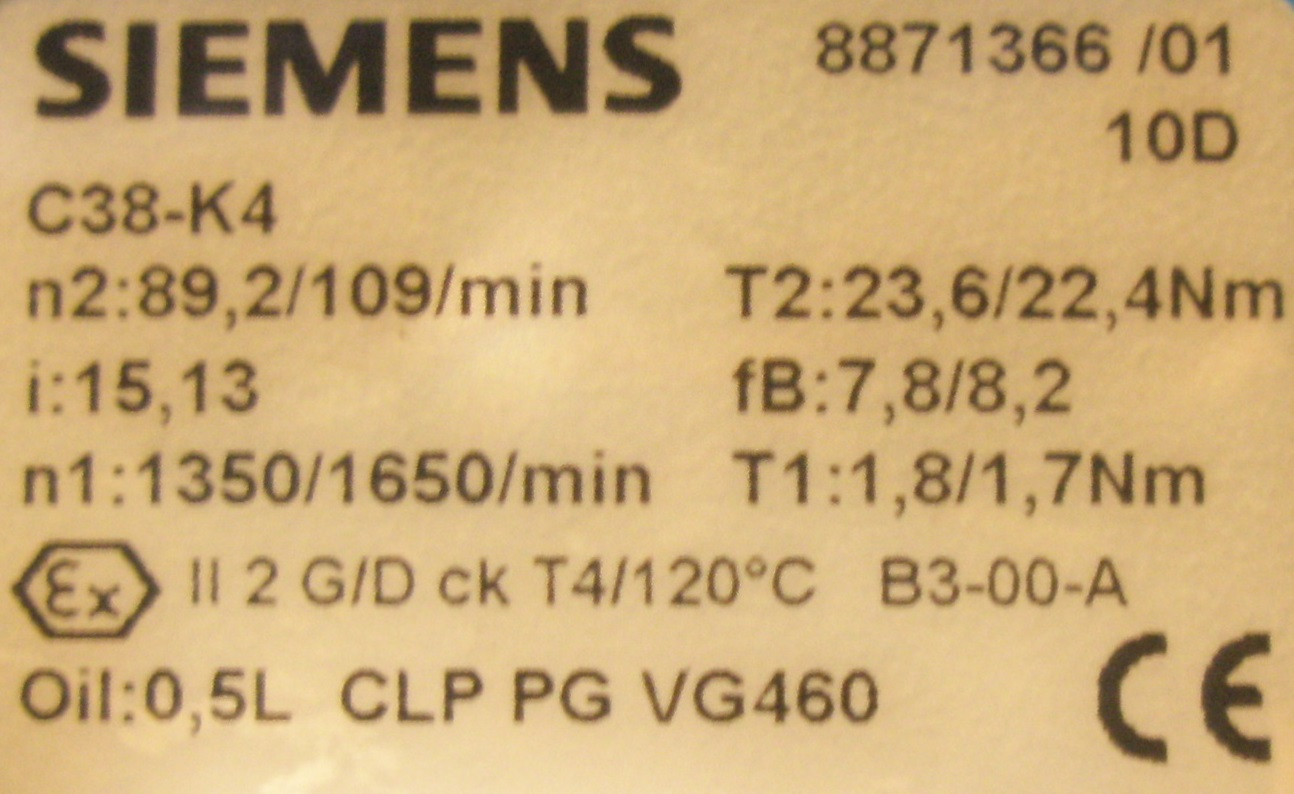
ukázka štítku na převodovce siemens určené do výbušného prostředí

Značka ATEX na elektrických komponentech či zařízeních musí obsahovat: značku CE, 4místné číslo Notifikovaného orgánu, který provedl certifikaci výrobku, symbol Ex v šestihranu, skupinu zařízení, kategorii zařízení, typ výbušné atmosféry, elektrická zařízení pak typ ochrany a kategorii zařízení dle technické normy a dále teplotní třídu nebo číselný údaj o maximální povrchové teplotě ve stupních Celsia.
 0102  II 2 GD EEx demb IIC T6

### Zkušebna
| Číslo | notifikované osoby                                                |
| ----- | ----------------------------------------------------------------- |
| 1026  | FTZÚ - Fyzikálně technický zkušební ústav Ostrava - Radvanice, CZ |
| 0102  | Physikalisch - Technische Bundesanstalt PTB, Germany              |
| 0158  | EXAM BBG Prüf- un Zertifizier GmbH (formerly DMT), Germany        |

### Skupiny zařízení
|    | Skupina zařízení                                |
| -- | ----------------------------------------------- |
| I  | pro podzemní doly s výskytem metanu             |
| II | pro prostory s nebezpečím výbuchu jiné než doly |

### Kategorie prostředí
| Kategorie | Plyn (G) | Prach (D) |
| --------- | -------- | --------- |
| 1         | Zona 0   | Zona 20   |
| 2         | Zona 1   | Zona 21   |
| 3         | Zona 2   | Zona 22   |

| Plyn    | |
| Zóna 0  | prostor, ve kterém je výbušná plynná atmosféra přítomna trvale, po dlouhé časové období nebo často |
| Zóna 1  | prostor, ve kterém může vzniknout výbušná plynná atmosféra za normálního provozu |
| Zóna 2  | prostor, ve kterém není pravděpodobný vznik výbušné plynné atmosféry za normálního provozu a pokud výbušná atmosféra vznikne, je pravděpodobné, že k tomu bude docházet pouze zřídka a výbušná plynná atmosféra bude přítomna pouze krátké časové období |
| Prach   | |
| Zóna 20 | prostor, ve kterém je výbušná atmosféra tvořena oblakem zvířeného hořlavého prachu ve vzduchu přítomna trvale, po dlouhé časové období nebo často |
| Zóna 21 | prostor, ve kterém může výbušná atmosféra tvořena oblakem zvířeného hořlavého prachu ve vzduchu vznikat příležitostně v normálním provozu |
| Zóna 22 | prostor, ve kterém není pravděpodobný vznik výbušné atmosféry tvořené oblakem zvířeného hořlavého prachu ve vzduchu za normálního provozu a pokud vznikne, je přítomna pouze po krátké časové období                                                     |

| Kategorie 1 (Zona 0) EPL Ga | Jiskrová bezpečnost Ex ia IIC                                               |
| Kategorie 2 (Zona 1) EPL Gb | Jiskrová bezpečnost Ex ia IIC Pevný závěr Ex d IIC                          |
| Kategorie 3 (Zona 2) EPL Gc | Jiskřící zařízení s ochrannými kontakty Ex nC IIC Omezení energie Ex nL IIC |

### Skupiny výbušnosti
| IIA | metan, etan, benzen, propan, butan, aceton |
| IIB | etylen, sirovodík                          |
| IIC | vodík, acetylen, sirouhlík                 |

### Teplotní třídy
| Teplotní třída | Maximální povrchová teplota | Max. přípustná povrchová teplota pro trvale horké povrchy |
| -------------- | --------------------------- | --------------------------------------------------------- |
| T1             | ≤ 450 °C                    | 440 °C                                                    |
| T2             | ≤ 300 °C                    | 290 °C                                                    |
| T3             | ≤ 200 °C                    | 195 °C                                                    |
| T4             | ≤ 135 °C                    | 130 °C                                                    |
| T5             | ≤ 100 °C                    | 95 °C                                                     |
| T6             | ≤ 85 °C                     | 80 °C                                                     |